# Port lotniczy Southampton
Southampton Airport (IATA: SOU, ICAO: EGHI) – międzynarodowy port lotniczy zlokalizowany w miasteczku w pobliżu Southampton, Eastleigh. W 2006 z lotniska skorzystało 1,9 miliona pasażerów.
Do marca 2020 lotnisko w Southampton było hubem linii lotniczych Flybe.

## Linie lotnicze i połączenia
| Linia Lotnicza       | Kierunek                                                                                         |
| -------------------- | ------------------------------------------------------------------------------------------------ |
| Aer Lingus           | 1. Belfast-City 2. Dublin                                                                        |
| Aurigny Air Services | 1. / Alderney 2. / Guernsey                                                                      |
| Blue Islands         | 1. / Guernsey 2. / Jersey                                                                        |
| British Airways      | Sezonowo: 1. Bergerac 2. Chambéry 3. Edynburg 4. Faro 5. Malaga 6. Palma de Mallorca             |
| Eastern Airways      | 1. Paryż-Charles de Gaulle                                                                       |
| EasyJet              | 1. Belfast-International 2. Glasgow Sezonowo: 1. Alicante 2. Faro 3. Genewa 4. Palma de Mallorca |
| KLM                  | 1. Amsterdam                                                                                     |
| Loganair             | 1. Aberdeen 2. Edynburg 3. Glasgow 4. Newcastle 5. Stornoway                                     |

## Galeria

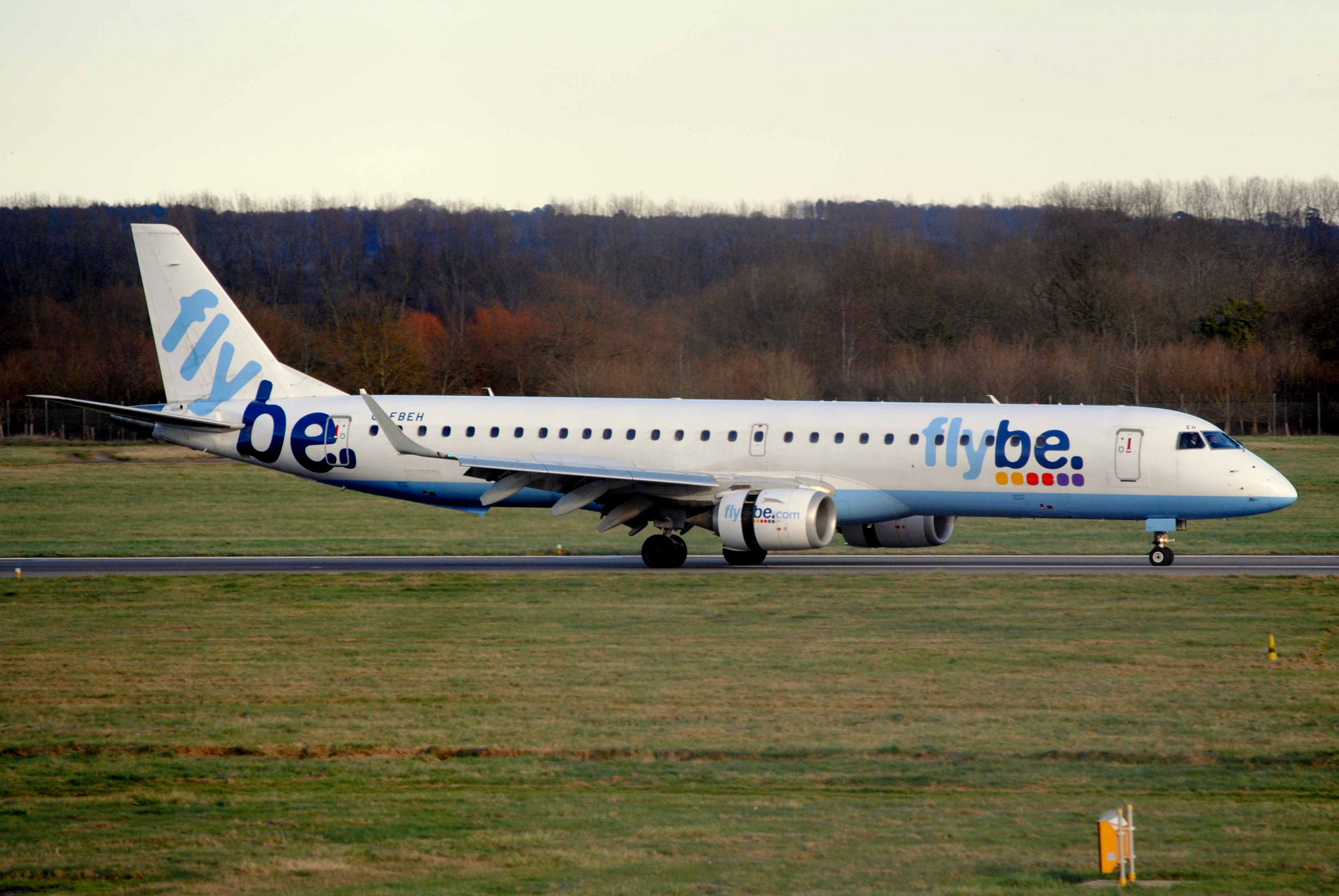
Embraer 190 w malowaniu Flybe na lotnisku w Southampton
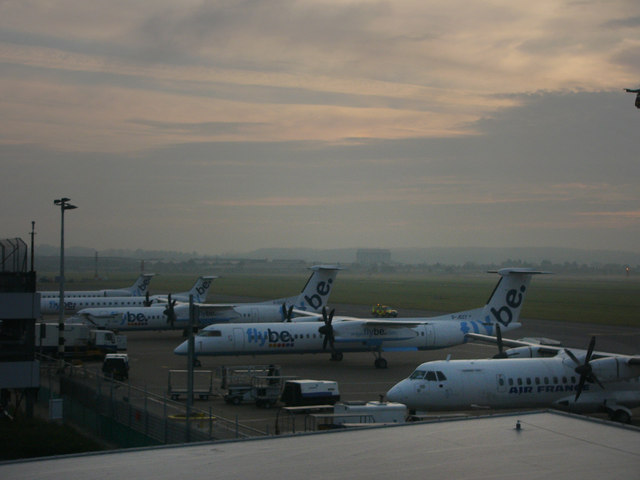
Widok na płytę postojową lotniska, w rzędzie stoją samoloty w malowaniu Flybe
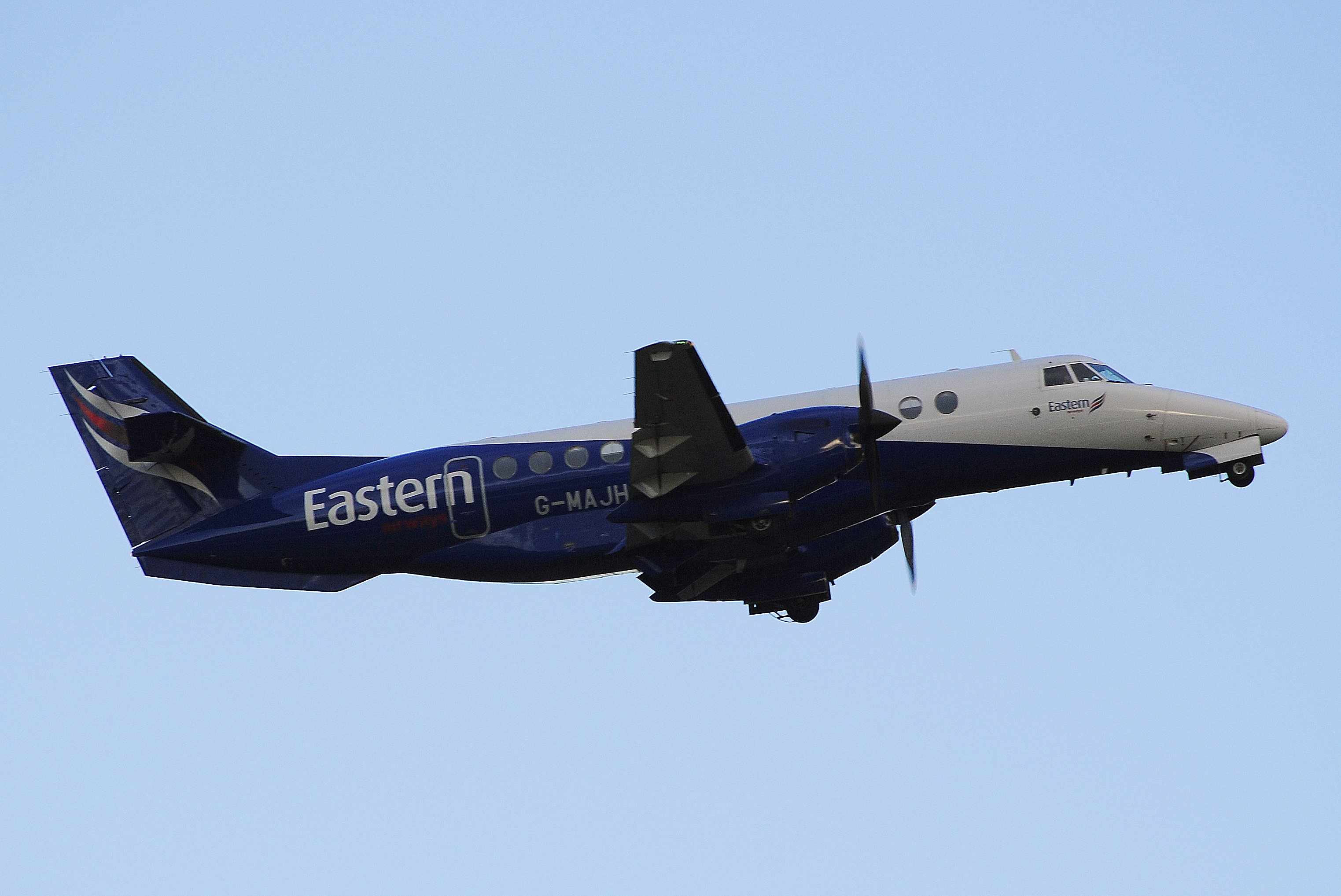
Samolot linii lotniczych Eastern Airways startuje z lotniska Southampton
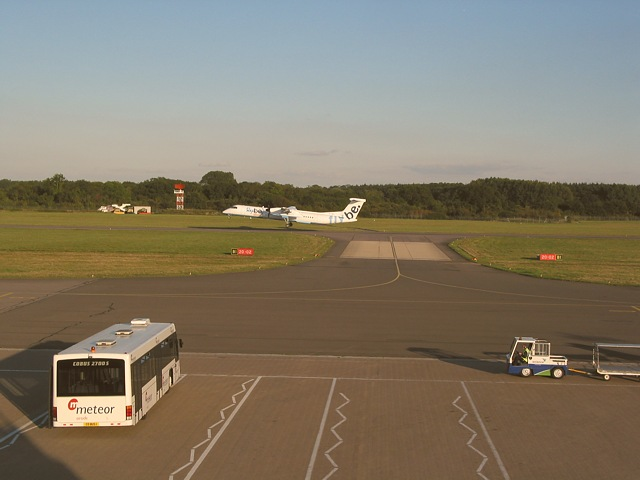
Bombardier Q 400 linii lotniczych Flybe startuje z lotniska w Southampton